# Horovce (Trenčín)
Horovce (em húngaro: Horóc) é um município da Eslováquia, situado no distrito de Púchov, na região de Trenčín. Tem 5,35 km² de área e sua população em 2018 foi estimada em 851 habitantes.

## Demografia
| Ano:        | 1994 | 2004   | 2014   | 2024   |
| ----------- | ---- | ------ | ------ | ------ |
| Broj ljudi: | 806  | 784    | 847    | 917    |
| Razlika:    |      | -2,72% | +8,03% | +8,26% |

| Ano:               | 2023 | 2024   |
| ------------------ | ---- | ------ |
| Número de pessoas: | 914  | 917    |
| Diferença:         |      | +0,32% |